# Мая Манолова
Мая Божидарова Манолова-Найденова е български политик, лидер на гражданската платформа Изправи се.БГ и на политическа партия Изправи се България, народен представител от парламентарната група на Коалиция за България в XL и XLI народно събрание. Депутат и заместник-председател в XLII народно събрание. Народен представител в XLIII народно събрание от групата на БСП лява България за една година до избора си за омбудсман на Република България. Депутат и председател на парламентарната група на коалиция „Изправи се! Мутри вън!“ в XLV народно събрание. Депутат и председател на парламентарната група на коалиция „Изправи се БГ! Ние идваме!“ в XLVI народно събрание.
На 30 юли 2015 г. е избрана за национален омбудсман на България със 129 гласа в XLIII народно събрание, срещу 82 гласа за дотогавашния омбудсман и кандидат за втори мандат Константин Пенчев.

## Биография
Обща биографична информация за Мая Манолова е приложена към предложението внесено в Народното събрание от БСП, при избирането ѝ като Омбудсман през 2015 г.

### Ранни години
Родена е на 4 май 1965 година в Кюстендил. Основното си образование получава в VI основно училище „Паисий Хилендарски“, а след това учи в езиковата паралелка с изучаване на английски и руски в Политехническа гимназия „Неофит Рилски“. През 1983 – 1988 година завършва история в Института на младежта в СССР – Москва, който по това време се нарича Висша комсомолска школа при Централния комитет на Всесъюзния Ленински комунистически съюз на младежта, а днес – Московски хуманитарен университет.
След завръщането си в България работи за кратко в апарата на Българска Демократична Младеж (новосъздадена организация на мястото на саморазпусналия се през февруари 1990 година Димитровски комунистически младежки съюз) в Кюстендил (1989 – 1990). През 1989 година става член на тогавашната Българска комунистическа партия, скоро след това наследена от БСП. Партийната книжка ѝ е връчена от Георги Пирински през 1990 в Кюстендил. В своя официален сайт manolova.eu, съществувал до 2016 година, Манолова обяснява интереса си към политиката и своите убеждения с факта, че „тя е трето поколение социалист“.
През 1990 – 1991 година е учителка по история в Основно училище „Георги Бенковски“ и започва магистратура по икономика и организация на труда в Университета за национално и световно стопанство (УНСС) в София, която защитава през 1994 година. През 1992 – 1996 година подготвя и втора магистратура по право в УНСС. Същевременно между 1991 и 1998 година е управител на търговските предприятия „Фиеста“ СД и „Милена“ ЕООД.

### Адвокатка в Кюстендил
От 1998 г. до 1 октомври 2015 г. Мая Манолова е адвокатка в Адвокатска колегия в Кюстендил. През 2003 – 2005 г. е секретарка на Адвокатския съвет в Кюстендил.

### Народен представител (2005 – 2015)
Мая Божидарова Манолова – Найденова през 2005 г. е избрана за депутат от БСП. На следващата година Манолова е сред вносителите на изменение в Наказателния кодекс, станало известно като Поправка „Ванко 1“, с което се намаляват наказанията за някои случаи на склоняване към проституция. Изменението, което довежда до намаляване на присъдите на известни затворници, като Ванко 1 и Кондьо, е критикувано както от опозицията и медиите, така и от председателя на Народното събрание от БСП Георги Пирински, според когото то представлява „едно много сериозно петно върху работата на парламента за цялата година“.
В периода 2009 – 2015 Мая Божидарова Манолова – Найденова е народен представител в XL, XLI и XLII народно събрание, където развива значителна законодателна дейност.
През 2008 г. наследява на поста областния лидер на БСП в Кюстендил – Иво Атанасов. който по негово признание е загубил доверието на председателя на БСП – Сергей Станишев. На парламентарните избори през 2009 г. Коалиция за България печели в СИК Кюстендил 23,24% от всички получени гласове (срещу 17,7% получени гласове в страната).
През 2013 г. Мая Манолова огласява схема за предполагаема изборна измама, посредством т.нар. костинбродска афера, предадена в медиите от Николай Бареков.
Във връзка с избора на Делян Пеевски за ръководител на Държавна агенция „Национална сигурност“ през юни 2013, който довежда до продължили над една година масови протести срещу кабинета на Пламен Орешарски, през септември същата година Манолова заявява в интервю пред Нова телевизия „Ако това ще ви успокои, аз предложих Делян Пеевски за председател“, а по отношение на протестиращите казва „Всички знаем по какъв начин са стимулирани протестите. Безспорен факт е, че се плаща.“, цитирайки включително конкретни суми: „30 лева за пенсионер, 50 лева за гражданин, а за семейство с дете [–] над 100 лева“. Според Манолова „много хора се [хвалили]“, че по този начин „са си обезпечили лятната почивка“. По време на предизборната си кампания за кмет на Столична община през 2019 година Манолова определя подкрепата си за Делян Пеевски и поведението си по време на протестите от 2013 година като своя грешка и нещо, с което не се гордее.

#### Участия и постове
- 40-о народно събрание – член (11 юли 2005 – 2009)
- Парламентарна група на Коалиция за България – член (11 юли 2005 – 18 август 2005)
- Временна комисия по правни въпроси – Член (15 юли 2005 – 24 август 2005)
- Парламентарна група на Коалиция за България – секретар на ПГ (18 август 2005 – 2009)
- Комисия по правни въпроси – член (24 август 2005 – 2009)
- Комисия по енергетиката – член (24 август 2005 – 20 февруари 2008)
- Делегация в Съвместния парламентарен комитет България – Европейски съюз – член (28 септември 2005 – 2009)
- Временна комисия за подготовка на предложения за промени в Конституцията на Република България – член (18 януари 2006 – 30 март 2006)
- Временна комисия за установяване на отнетото и възстановено имущество на семействата на бившите царе Фердинанд I и Борис III и техните наследници – член (15 март 2006 – 3 август 2006)
- Временна парламентарна комисия по искането на Борис Велчев, главен прокурор на Република България, за даване на разрешение за възбуждане на наказателно преследване срещу Павел Михайлов Чернев, народен представител в 40-о народно събрание – председател (8 юни 2006 – 8 юли 2006)
- Временна комисия за обсъждане на проекта и предложения за промени в Конституцията на Република България – член (11 октомври 2006 – 2 февруари 2007)
- Временна анкетна комисия за изясняване на случая „Куйович“ – член (7 февруари 2008 – 28 март 2008)[18]
- Комисия по местно самоуправление, регионална политика и благоустройство – член (20 февруари 2008 – 2009)

#### Внесени законопроекти
- Декларация за основните приоритети на 40-ото народно събрание на Република България
- Законопроект за допълнение на Закона за държавната собственост
- Законопроект за допълнение на Закона за собствеността
- Законопроект за изменение и допълнение на Гражданския процесуален кодекс
- Законопроект за изменение и допълнение на Закона за избиране на народни представители
- Законопроект за изменение и допълнение на Закона за избиране на членове на Европейския парламент
- Законопроект за изменение и допълнение на Закона за местните избори
- Законопроект за изменение и допълнение на Наказателния кодекс
- Законопроект за изменение и допълнение на Наказателния кодекс
- Законопроект за изменение на Закона за лова и опазване на дивеча
- Законопроект за изменение на Кодекса на труда
- Решение във връзка с Великденската ваканция на Народното събрание за 2006 година
- Решение във връзка с началото на седмата сесия на 40-ото народно събрание
- Решение за изменение и допълнение на Правилника за организацията и дейността на Народното събрание

#### Участия и постове в 41-вото народно събрание
- 41-во народно събрание член 14/07/2009 – 14/03/2013
- Парламентарна група на Коалиция за България – член 14/07/2009 – 29/07/2009
- Парламентарна група на Коалиция за България – секретар на ПГ 29/07/2009 – 14/03/2013
- Комисия по правни въпроси – член 29/07/2009 – 14/03/2013
- Комисия по правата на човека, вероизповеданията, жалбите и петициите на гражданите – член 29/07/2009 – 11/02/2010
- Комисия по труда и социалната политика член 11/02/2010 – 01/12/2010
- Комисия по здравеопазването член 01/12/2010 – 14/03/2013
- Временна анкетна комисия за проверка на сигналите за опорочаване на изборите за Народно събрание от 5 юли 2009 г. член 02/09/2009 – 02/12/2009
- Временна комисия за изработване на Изборен кодекс член 11/02/2010 – 13/09/2010
- Временна анкетна комисия със задача да изясни изнесените данни за грубо нарушаване на Конституцията и ПОДНС при гласуването и обнародването на Закон за изменение и допълнение на Закона за контрол върху наркотичните вещества и прекурсорите в ДВ, бр. 22 от 2010 г. и поправка на същия закон в следващия бр. 23 на ДВ от 2010 г. зам.-председател 13/05/2010 – 13/07/2010
- Временна анкетна комисия за проучване на причините, довели до повишаване цените на определени групи лекарствени продукти, заплащани със средства от бюджета на НЗОК и/или републиканския бюджет и предлагане на възможни мерки за намаляване на публичните разходи член 23/03/2012 – 15/10/2012
- Временна парламентарна комисия за проучване на фактите и обстоятелствата, свързани с действия и инициативи на длъжностни лица от органи на изпълнителната власт, при и по повод помилване, опрощаване на несъбираеми държавни вземания, и даване и възстановяване на българско гражданство и освобождаване и лишаване от него през периода януари 2002 – януари 2012 г. член 16/05/2012 – 17/09/2012
- Парламентарна анкетна комисия за проучване на случаи, при които има факти, данни и документално аргументирани публични разследвания, включително и на прекратени дела и преписки за корупция по високите етажи на властта, довели до лично облагодетелстване на определени лица, ощетяване и значителни вредни последици за държавата член 20/09/2012 – 14/03/2013
- Група за приятелство България – Македония зам. председател 23/10/2009 – 14/03/2013
- Група за приятелство България – Русия член 23/10/2009 – 14/03/2013
- Група за приятелство България – Сърбия член 23/10/2009 – 14/03/2013
- Група за приятелство България – Черна гора член 23/10/2009 – 14/03/

#### Внесени законопроекти в 41-вото народно събрание
- Законопроект за допълнение на Закона за „Държавен вестник“
- Законопроект за изменение и допълнение на Закона за гражданската регистрация
- Законопроект за изменение и допълнение на Закона за защита от дискриминация
- Законопроект за изменение и допълнение на Закона за здравното осигуряване
- Законопроект за изменение и допълнение на Закона за специалните разузнавателни средства
- Законопроект за изменение и допълнение на Изборния кодекс
- Законопроект за изменение и допълнение на Изборния кодекс
- Законопроект за изменение и допълнение на Изборния кодекс
- Законопроект за изменение и допълнение на Изборния кодекс
- Законопроект за изменение и допълнение на Кодекса за социално осигуряване
- Законопроект за изменение и допълнение на Кодекса за социално осигуряване
- Законопроект за изменение и допълнение на Кодекса на труда
- Законопроект за изменение и допълнение на Наказателния кодекс
- Законопроект за изменение и допълнение на Наказателно-процесуалния кодекс
- Законопроект за изменение и допълнение на Търговския закон
- Законопроект за изменение на Закона за бюджета на Националната здравноосигурителна каса за 2010 г.

#### Участия и постове в 42-рото народно събрание
- 42-ро народно събрание член 21/05/2013 – 21/05/2013
- 42-ро народно събрание зам. председател на НС 21/05/2013 –
- Парламентарна група на Коалиция за България член 21/05/2013 –
- Комисия по правни въпроси член 19/06/2013 –
- Комисия за взаимодействие с граждански организации и движения председател 19/06/2013 –
- Временна комисия за изработване на проект за Правилник за организацията и дейността на Народното събрание председател 22/05/2013 – 12/06/2013
- Временна комисия по правни въпроси член 22/05/2013 – 19/06/2013
- Временна комисия за изработване на проект на нов Изборен кодекс председател 20/06/2013 –

#### Внесени законопроекти в 42-рото народно събрание
- Законопроект за допълнение на Закона за корпоративното подоходно облагане
- Законопроект за допълнение на Закона за насърчаване на заетостта
- Законопроект за изменение и допълнение на Закона за гарантираните вземания на работниците и служителите при несъстоятелност на работодателя
- Законопроект за изменение и допълнение на Наказателния кодекс
- Законопроект за изменение и допълнение на Наказателно-процесуалния кодекс
- Законопроект за изменение на Закона за политическите партии
- Законопроект за изменение на Кодекса за социално осигуряване

### Омбудсман и кандидат за кмет на Столична община
На 30 юли 2015 г. Мая Манолова е избрана за национален омбудсман на България със 129 гласа в XLIII народно събрание, в т.ч. и с гласовете на ГЕРБ, въпреки политическата позиция на Манолова, която винаги се е афиширала за своеобразно парламентарно острие срещу второто управление на ГЕРБ. Още същия ден на избора на Манолова за омбудсман, няколкостотин, възмутени от този избор на Народното събрание, граждани излизат на протест пред парламента.
На 4 септември 2019 година Манолова се кандидатира за кмет на София като независим кандидат, издигнат от Инициативен комитет. Мая Манолова достига до балотаж срещу кандидата на управляващата партия ГЕРБ Йорданка Фандъкова. Мая Манолова губи изборната надпревара с разлика от 5%.

### Политически проект
В края на 2019 г., след местните избори в София, Манолова основава гражданската платформа Изправи се.БГ, която, макар и не политическа партия, ще отправя исканията на хората към властта. Манолова обявява, че няма да се завърне в БСП или да се кандидатира за президент, а ще се отдаде на своя проект.  Тя описва Изправи се.БГ като „гражданска платформа“, която цели да подпомага действията на граждани и на граждански организации в борбата им срещу монополите, презастрояването, за достойни възнаграждения, намаляване на административната тежест върху хората и осигуряването на честни избори. 
По време на антиправителствените протести срещу кабинета на Борисов през 2020 г. Манолова участва активно и обявява, че Изправи се.БГ ще участва на предстоящите парламентарни избори.  През август 2020 г. Манолова представя партньорска мрежа, в която участват Движение 21 на Татяна Дончева и Движение „България на гражданите“, представлявано от Димитър Делчев. 
След парламентарните избори през април и юли 2021 г. Манолова става народен представител в 45-ото и 46-ото Народно събрание от коалиция Изправи се! Мутри вън! (по-късно Изправи се БГ! Ние идваме!), на която тя е председател. По време на двата парламента Манолова става председател на предложената от нея комисия по ревизията, която разследва 11-годишното управление на ГЕРБ, като става известна със случая „Илчовски“ и разкритията за Турски поток и „Автомагистрали“. Въпреки множеството преговори и усилия, Изправи се БГ! Ние идваме! и Демократична България не успяват да достигнат консенсус с първата политическа сила Има такъв народ за съставяне на правителство. По време на преговорите Манолова и Христо Иванов, съпредседател на Демократична България, неведнъж споделят своите съмнения относно влиянието на ДПС  върху действията на ИТН. Напрежението расте до такава степен, че през август 2021 г. от парламентарната трибуна Манолова заяви: „Мога и аз да разказвам за разговори и, ако исках да сляза на вашето ниво, щях да кажа тук, от тази трибуна, по какъв начин г-н Слави Трифонов ме убеждаваше да не се кандидатирам за кмет на София и срещу какво“ . След като няма успех в съставянето на правителство, 46-ото Народно събрание се разпуска и биват насрочени нови избори, заедно с президентските. Коалицията на Манолова „Изправи се БГ! Ние идваме!“ е първата, която подкрепя президента Румен Радев , който се кандидатира за повторно избиране. Той печели изборите на втори тур, но формацията, лидирана от Манолова, не успява да прескочи бариерата за влизане в парламента, според анализатори основно заради появата на Продължаваме промяната. 
През 2022 г. Манолова обявява, че гражданската платформа Изправи се.БГ ще прерасне в политическа партия Изправи се България.  Учредителният конгрес на партията се провежда на 1 май 2022 г. и на него присъстват 867 души . Според политическата декларация на партията основната цел на Изправи се България е българите да живеят в справедлива, социална държава, без бедност и неравенства, с върховенство на закона и непримиримост към корупцията, България да бъде държава с висок стандарт на живот, иновативна икономика, достъпно и качествено образование и здравеопазване за всички и чиста природа.  През това време Манолова е един от основните критици на правителството на Кирил Петков заради инфлацията, енергийната криза и корупцията. Основен обект на нейните критики е икономическият вицепремиер и лидер на БСП Корнелия Нинова. Според Манолова, въпреки че Нинова е твърдяла, че няма да се изпращат боеприпаси за Украйна, нейният подпис като министър на икономиката е стоял под всяка сделка за износ на оръжие.  След като вотът на недоверие от юни 2021 г. принуждава правителството да подаде оставка, следват предсрочни избори. Изправи се България участва с майките на деца с увреждания от Системата ни убива.  По време на предизборната кампания формацията на Манолова се представя като новата проевропейска лява алтернатива. Основните каузи на формацията са мирът поради войната в Украйна, увеличаване на социалните плащания от правителството, намаляването на цените на енергията и бензина и правата на хората с увреждания.  Формацията не успява да влезе в парламента. 
В края на 2022 г. и началото на 2023 г. Манолова участва в няколко леви форума, организирани от бившия член на БСП Костадин Паскалев, целящи формирането на широка лява коалиция, която да бъде алтернатива на БСП.  След тези събития се формира коалиция ЛЕВИЦАТА! която участва в парламентарни избори през 2023 г.  Въпреки очакванията, създадени от социологическите проучвания, коалицията не успява да влезе в парламента.  По-късно коалицията участва в местните избори през същата година и заедно с БСП издигат Ваня Григорова за кандидат-кмет на София. Григорова стига до втори тур на изборите, като не печели с близо 1%.  През лятото на 2023 г. заради нарастващото напрежение около предложеното премахване на паметника на Съветската армия в София, Манолова и нейни съмишленици организират лагер пред паметника в знак на протест срещу демонтажа. 
На парламентарните избори през 2023 г. Мая Манолова участва в коалиция „Левицата“. „Левицата“ е политическа коалиция в България, основана на 12 февруари 2023 г. от „Изправи се, България“, „Алтернатива за българско възраждане“ (АБВ), „Движение 21“, Земеделски съюз „Александър Стамболийски“, Българска прогресивна линия и Нормална държава.

### Личен живот
В своята лична биография към 2016 година Манолова пише, че се занимава със спорт, като играе футбол, както женски, така и смесен, и определя себе си като вярваща християнка, толерантна към всички религии, с изключение на сектите.
Първи съпруг на Манолова е Милен Манолов, митничар от Кюстендил, който по-късно ръководи ГКПП Гюешево. Двамата имат една дъщеря. По-късно отношенията на Манолова със съпруга ѝ се влошават, като по думите ѝ още през 2007 година тя планира развода си. Започва връзка с Ангел Найденов, също политик от БСП, в резултат на което през 2011 година той се развежда. Омъжва се официално за Найденов на 2 октомври 2016 година.

### Цитирани източници
- Мая Манолова се закле като омбудсман //  19min.bg.   19min.bg, 2015.  Архивиран от оригинала на 2019-10-09. Посетен на 2019-10-09.
- Зайкова, Диана. Мая Манолова е новият омбудсман //  news.bg.   news.bg, 2015. Посетен на 2019-10-09.
- Петкова, Таня. Мая Манолова пробва публичен катарзис за Пеевски, Орешарски и Костинброд //  segabg.com.   segabg.com, 2019. Посетен на 2019-10-10.
- Манолова: Протестите се стимулират с пари //  nova.bg.   nova.bg, 2013. Посетен на 2019-10-09.
- Мая Манолова: Аз предложих Делян Пеевски //  vesti.bg.   vesti.bg, 2013. Посетен на 2019-10-09.
- Русенова, Виолета. Мая Манолова и Ангел Найденов се ожениха //  vesti.bg.   vesti.bg, 2016. Посетен на 2019-09-09.
- Скандалният рапър Ванко 1 беше освободен от затвора, заради промяна на Наказателния кодекс //  btvnovinite.bg.   btvnovinite.bg, 2006. Посетен на 2019-10-09.
- Променят текста в НК, който „пусна“ на свобода Ванко 1 //  dariknews.bg.   dariknews.bg, 2006. Посетен на 2019-10-09.
- Мая Манолова отговори на обвинения за имот в центъра на София //  dnes.dir.bg.   dnes.dir.bg, 2019. Посетен на 2019-09-09.
- Йорданка или Мая? Изберете сами! //  epicenter.bg.   epicenter.bg, 2019. Посетен на 2019-10-09.
- Бившият съпруг на Мая Манолова оглави ГКПП – Гюешево //  infomreja.bg.   infomreja.bg, 2013. Посетен на 2019-09-09.
- Коя е Мая Манолова //  manolova.eu.   manolova.eu, 2016.  Архивиран от оригинала на 2014-02-01. Посетен на 2019-09-05.
- Предложение от Парламентарната група „БСП Лява България“ за избиране на омбудсман (PDF) //  parliament.bg.   parliament.bg, 2015. Посетен на 2019-11-05.
- И Кондьо спечели от поправката „Ванко 1“ //  plovdiv24.bg.   plovdiv24.bg, 2006. Посетен на 2019-10-09.
- Бившата жена на сегашния мъж на омбудсмана на България: Мая Манолова разби семейството ми! //  plovdivmedia.com.   plovdivmedia.com, 2016. Посетен на 2019-09-09.
- Шефът на НС обяви поправката „Ванко 1“ за гаф на годината //  segabg.com.   segabg.com, 2006.  Архивиран от оригинала на 2021-12-05. Посетен на 2019-10-09.
- Внучето на Мая Манолова ще живее в Кюстендил при дядо си //  struma.bg.   struma.bg, 2017.  Архивиран от оригинала на 2023-04-26. Посетен на 2019-09-09.